# Горт, Линдси
Линдси Горт (англ. Lindsey Gort) — американская актриса, получившая широкую известность благодаря роли Саманты Джонс в сериале «Дневники Кэрри».

## Биография
Актриса родилась в городе Скотсдейл, штат Аризона. С детства Линдси увлекалась музыкой и хорошо пела — она выступала во многих местных театрах. Является большой поклонницей Джуди Гарленд и Боба Дилана. Любит японскую кухню. Проживает в Лос-Анджелесе, но в данный момент проводит много времени в Нью-Йорке из-за съёмок в «Дневниках Кэрри».
Её молодой человек занимается ресторанным бизнесом.
В 2010 году актриса дебютировала в первой крупной роли в драме «Пилюли забвения». В 2012 году вышел драматический фильм «Наш остров», где героиня Линдси вместе с мужем своей сестры оказывается на необитаемом острове. В 2013 году актриса появилась в небольшой роли в боевике «Два ствола» с Марком Уолбергом и Дензелем Вашингтоном. Попутно актриса снимается в независимых комедийных проектах и эпизодических ролях на телевидении.
Широкую известность Линдси получила благодаря роли молодой Саманты Джонс в сериале «Дневники Кэрри», предыстории «Секса в большом городе». Актриса вошла в основной состав второго сезона, а Ким Кэттролл поздравила свою преемницу и дала несколько советов относительно роли.
В Сериале "Детективы с того света" сыграла роль Максин - библиотекаря в маленьком городке(первое появление - 3 серия первого сезона)
. 

## Фильмография

### Кино
| Кино | Кино                     | Кино                     | Кино                 | Кино                      |
| Год  | Название                 | В оригинале              | Роль                 | Примечания                |
| ---- | ------------------------ | ------------------------ | -------------------- | ------------------------- |
| 2010 | Забытые пилюли           | Forgotten Pills          | Алисия               | главная роль              |
| 2011 | Наш ремейк «Свободных»   | Our Footloose Remake     | Расти                | эпизодическая роль        |
| 2012 | Наш остров               | Destinea, Our Island     | Эбби Гарнер          | главная роль              |
| 2012 | Восставший из пепла      | Phoenix                  | Сьюзан               | главная женская роль      |
| 2013 | Два ствола               | 2 Guns                   | Официантка Марджи    | эпизодическая роль        |
| 2014 | Возвращение Майка и Айка | The Return Of Mike & Ike | Таинственная женщина | на стадии пост-продакшена |

### Телевидение
| Телевидение | Телевидение                  | Телевидение            | Телевидение       | Телевидение                                 |
| Год         | Название                     | В оригинале            | Роль              | Примечания                                  |
| ----------- | ---------------------------- | ---------------------- | ----------------- | ------------------------------------------- |
| 2010        | Сводницы                     | Wing Bitches           | Линдси            | телевизионный фильм                         |
| 2011        | Танцы со звёздами            | Dancing With The Stars | играет саму себя  | эпизод от 5 апреля (12x05) исполнение песни |
| 2012        | Неверные выводы              | All The Wrong Notes    | н/д               | эпизод «You Only Live Once»                 |
| 2012        | Сомнительный                 | Sketchy                | Синди             | эпизод «Social Media Anonymous»             |
| 2013        | Вегас                        | Vegas                  | Джинни Байндер    | эпизод «Road Trip»                          |
| 2013        | Джимми Киммел в прямом эфире | Jimmy Kimmel Live!     | Кимм              | эпизод от 11 июля                           |
| 2013-2014   | Дневники Кэрри               | The Carrie Diaries     | Саманта Джонс     | 13 эпизодов                                 |
| 2015-н.в.   | Люцифер                      | Lucifer                | Кэнди Морнингстар | эпизодическая роль                          |

### Короткометражные фильмы
| 2009 | Goodbye Horses                  | Алекс              |
| 2010 | T.V.                            | Ашер               |
| 2011 | Bleyaert & Murrell & The Movies | Хо                 |
| 2013 | Marvel One-Shot: Agent Carter   | Женщина у бассейна |
| 2013 | Social Media Anonymous          | н/д                |